# Клей Угрюмого
«Кле́й Угрю́мого» — український гурт, створений у 2013 році, випускники шоу «X-Фактор». Двічі номінанти української музичної премії «YUNA», номінанти української національної музичної премії «Золота жар-птиця».

## Історія гурту

### 2013 рік
У колективі «Клей Угрюмого» четверо учасників – Вітя, Рома і два Максима. За спеціальністю вони усі  викладачі музики. Спробувавши заспівати під час студентського спектаклю у Київському університеті імені Бориса Грінченка з`явивився гурт з дивною назвою «Клей Угрюмого». На київському кастингу шоу «X-Фактор» гурт «Клей Угрюмого»  виконав кавер на пісню «Он тебя целует» гурту «Руки вверх», і отримав чотири суддівських «так».
Оригінальне  виконання  на власну пісню оцінив сам Сергій Жуков. І вже після того, як хлопці залишили тв-шоу, вони знову повернулися на велику сцену, але вже як спеціальні гості великого сольного концерту гурту "Руки Вверх".

### 2014 рік
В серпні  2014 року «Клей Угрюмого» презентували першу відеороботу на пісню "Жара".
В грудні 2014 року виходить друга відеоробота гурту на пісню «Снеговик верит в любовь», в якій знявся їх  наставник по шоу «X-Фактор» - відомий український телеведучий  Ігор Кондратюк.

### 2015 рік
«Клей Угрюмого» стають номінантами української  музичної премії YUNA у категорії «Відкриття року», а також їх запрошують  стати ведучими музичної премії.
Трек гурту «Ну покажи мне» стає саундтреком до  нашумівшої комедії «Что творят мужчины-2», де одну із ролей виконує  Памела Андерсон.
Запис дуетної композиції з відомою українською співачкою Світланою Тарабаровою на пісню «Забывай».

### 2016 рік
«Клей Угрюмого» стає номінантами української музичної премії YUNA у номінації “Найкращий поп-гурт”.
Запис саундтреку до французької комедії «Нові пригоди Алладіна».
Участь і перемога одного із учасників гурту Максима Дурдаса в дейтінг-шоу "Серця трьох" на Новому каналі.
Роман Солоненко та Віктор Яблонський стають ведучими проєкту "Backstage" на телеканалі Music Box UA.
Віктор Яблонський йде з гурту за власним бажанням[джерело?].

### 2017 рік
Гурт «Клей Угрюмого» запрошують стати радіо ведучими щотижневого розважального шоу "Дискотечка" на «Наше радіо».
Презентація треку «Я на неї запав» в дуеті з телеведучим та актором - Сергієм Притулою.

### 2018 рік
Випуск шостої відеороботи і перше відео на україномовну пісню "Ти літай". Пісня активно ротується на телеканалі М2[джерело?]. 

### 2019 рік
Гурт «Клей Угрюмого» стає номінантом української національної музичної премії «Золота жар-птиця» в номінації «Поп-гурт». Вихід синглу і відео на пісню «Винивинишко». 

### 2021 рік
Випуск сьомої відеороботи на україномовну пісню "Саме та"

## Учасники гурту
| Соліст            | Період участі         |
| ----------------- | --------------------- |
| Яблонський Віктор | 2013-2016             |
| Максим Малік      | 2013 - теперішній час |
| Солоненко Роман   | 2013 - теперішній час |
| Дурдас Максим     | 2013 - теперішній час |

## Дискографія
| Назва синглу              | Дата випуску    | Автор музики                                     | Автор слів                                       | Примітки                         |
| ------------------------- | --------------- | ------------------------------------------------ | ------------------------------------------------ | -------------------------------- |
| "Покажи мне"              | 1 квітня 2014   | Яблонський В., Малік М., Дурдас М., Солоненко Р. | Яблонський В., Малік М., Дурдас М., Солоненко Р. | OST "Что творят мужчины-2"       |
| "Жара"                    | 18 июня 2014    | Яблонський В., Малік М., Дурдас М., Солоненко Р. | Яблонський В., Малік М., Дурдас М., Солоненко Р. |                                  |
| "Снеговик верит в любовь" | 2 декабря 2014  | Яблонський В., Малік М., Дурдас М., Солоненко Р. | Яблонський В., Малік М., Дурдас М., Солоненко Р. |                                  |
| "Она"                     | 13 марта 2015   | Яблонський В., Малік М., Дурдас М., Солоненко Р. | Яблонський В., Малік М., Дурдас М., Солоненко Р. |                                  |
| "Забывай"                 | 1 апреля 2015   | Світлана Тарабарова                              | Світлана Тарабарова                              | (Разом зі Світланою Тарабаровою) |
| "Путь к сердцу мужика"    | 28 октября 2015 | Яблонський В., Малік М., Дурдас М., Солоненко Р. | Яблонський В., Малік М., Дурдас М., Солоненко Р. |                                  |
| "Беременна"               | 31 марта 2016   | Яблонський В., Малік М., Дурдас М., Солоненко Р. | Яблонський В., Малік М., Дурдас М., Солоненко Р. |                                  |
| "Я на неї запав"          | 23 мая 2017     | Притула С., Малік М., Дурдас М., Солоненко Р.    | Притула С., Малік М., Дурдас М., Солоненко Р.    | (Разом з Сергієм Притулою)       |
| " Siri"                   | 25 октября 2017 | Дурдас М., Солоненко Р., Малік М., Усманов Т.    | Дурдас М., Солоненко Р., Малік М.                |                                  |
| "#Тылетай"                | 10 мая 2018     | Дурдас М., Солоненко Р., Малік М.                | Дурдас М., Солоненко Р., Малік М.                |                                  |
| Винивинишко               | 21 июня 2019    | Дурдас М., Солоненко Р., Малік М., Усманов Т.    | Дурдас М., Солоненко Р., Малік М., Усманов Т.    |                                  |
| Саме та                   | 3 августа 2021  | Дурдас М., Солоненко Р., Малік М.                | Дурдас М., Солоненко Р., Малік М.                |                                  |

## Відеокліпи
| Рік  | Кліп                                      | Режисер                              |
| ---- | ----------------------------------------- | ------------------------------------ |
| 2014 | "Жара"                                    | Юлія Трибрат                         |
| 2014 | "Снеговик верит в любовь"                 | Валерія Ожиганова та Віктор Мишинов  |
| 2015 | "Забывай"(Разом зі Світланою Тарабаровою) | Дмитро Котовець & Євген Славкінський |
| 2015 | "Путь к сердцу мужика"                    | Аліса Космос                         |
| 2016 | "Беременна"                               | Євген Толмачов                       |
| 2018 | "Ти літай"                                | Світлана Герасимова                  |
| 2019 | "Винивинишко"                             | Мария Оз(@dukhovnoe_litso)           |
| 2021 | "Саме та"                                 | Анна Обоянська                       |

## Нагороди
| Рік  | Премія           | Номінація          | Результат |
| ---- | ---------------- | ------------------ | --------- |
| 2015 | YUNA             | Відкриття року     | Номінант  |
| 2016 | YUNA             | Найкращий поп-гурт | Номінант  |
| 2019 | Золота Жар-птиця | Найкращий поп-гурт | Номінант  |